# Опера-балет
Опера-балет (фр. opera-ballet) — музично-театральний жанр, що склався у Франції на рубежі XVII — XVIII століть і характерний для придворного театру («Королівської академії музики») цього періоду.
Елементи опери-балету були підготовлені у так званих придворних балетах (фр. ballet de cour) XVI століття, в комедіях-балетах, створених Жаном Батістом Люллі спільно з Мольєром, а також в балетах і операх самого Люллі. Як самостійний жанр,
опера-балет представлений у творчості Андре Кардинала Детуша, Ж. Муре і Андре Кампра — «Галантний Європа» (1697), і особливо «Венеційські святкування» (1710).
Згодом жанр відживає. Проте в XIX і в XX століттях з'являються окремі зразки цього жанру, що представляють єдність хореографії та співу в рамках фантастичного або міфологічного вистави: «Торжество Вакха» Даргомижського (1848), «Млада» Римського-Корсакова (1890), «Народження ліри» Русселя (1925), та інші.

## Елементи жанру
Подібно тематики «галантних свят» у французькій живопису рококо, опери-балети насамперед барвисті і декоративні. Вони складаються зазвичай з ряду картин (фр. entrees), сюжетно майже не пов'язаних, в яких розвинені танцювальні сцени поєднуються з аріями, речитатив ами, ансамблями та іншими оперними формами. Найяскравіші зразки опери-балету створені Жаном Філіпом Рамо — «Галантний Індія» (1735), «Свята Геби» (1739) — зробили в цей жанр високий драматизм ліричної трагедії, поглибив його декоративність, характерність.